# Марина Рікольфі-Доріа
Марина Рікольфі-Доріа (нар. 12 лютого 1935, Женева, Швейцарія) — швейцарська водна лижниця, чемпіонка світу з цього виду спорту; дружина Віктора Еммануїла, принца Неаполітанського, мати Еммануїла Філіберта, принца Венеційського.

## Життєпис
Народилася 12 лютого 1935 року в Женеві. Батько — швейцарський плавець Рене Італо Рікольфі Доріа. Мати — Айріс Бенвенуті, власниця компанії з виробництва печива. Мала трьох сестер: Сільву, Ніну та Алду, — та брата Домініка.
Брала участь у чемпіонатах світу з водних лиж у 1953, 1955 та 1957 роках. Здобула золото на чемпіонаті 1955 року за трюки. 1957 року здобула золото як за слалом, так і за трюки, після чого стала абсолютною чемпіонкою світу з водних лиж серед жінок. На чемпіонатах Європи з водних лиж здобувала нагороди постійно з 1953 по 1956 рік. За спортивні досягнення була нагороджена багатьма швейцарськими нагородами. Виступала до 1960 року. У 1991 році внесена до списку Залу слави Міжнародної федерації воднолижного спорту як «найкраща європейська лижниця першого десятиліття міжнародних змагань».
Разом з чоловіком у 2002 році, коли йому як представникові Савойського дому дозволили повернутися на батьківщину, переїхала до Італії.

## Сім'я
1960 року в женевському яхт-клубі Марина Доріа познайомилася з принцом Неаполітанським Віктором Еммануїлом. Восени 1971 року вони одружилися в католицькій церкві в Тегерані.
Подружжя має одного сина — Еммануїла Філіберта, принца Венеційського.

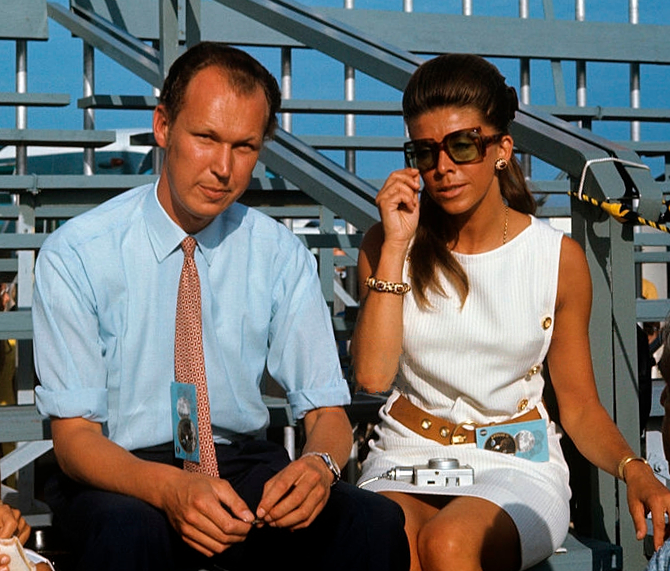
З чоловіком. 1969
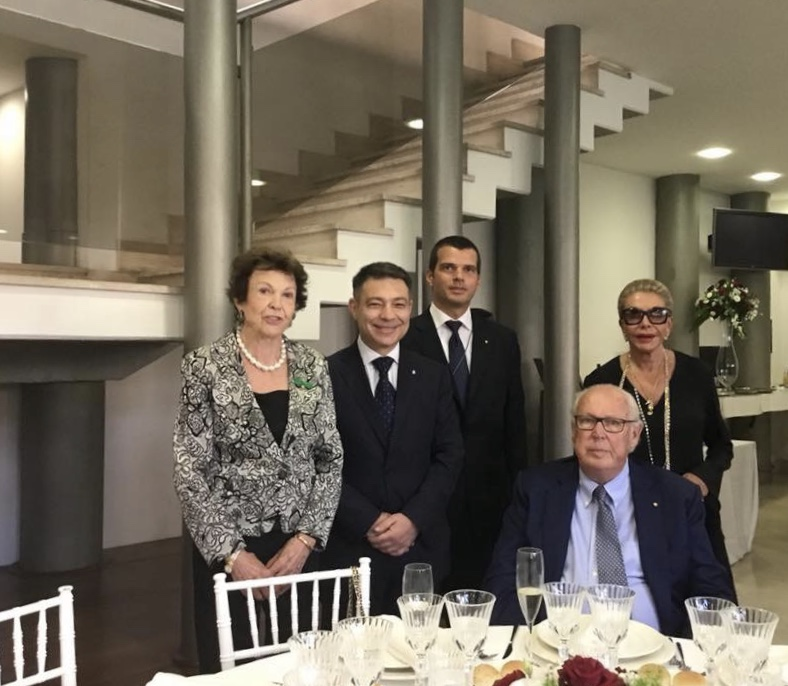
Королівська родина Савої в Баварії. Марина Рікольфі Доріа (праворуч) та її чоловік (сидить). 2018

## Нагороди
- Савойський дім: Орден Святих Маврикія та Лазаря.
- Суверенний військовий Орден Госпітальєрів Святого Івана Єрусалимського, лицарів Родосу і Мальти: Дама честі та відданості Суверенного військового госпітальєрського ордена Святого Іоанна Єрусалимського Родоського та Мальтійського.
- Неаполітанські Бурбони: Константинівський орден святого Георгія.
- Королівська сім'я Чорногорії: Орден Святого Петра Цетинського.
- Іранська імперія: медаль з нагоди святкування 2500-річчя Перської імперії.